# Iouri Zaostrovtsev
Iouri Evguenievitch Zaostrovtsev (russe : Юрий Евгеньевич Заостровцев, né en 1956), est un responsable des services de sécurité et un homme d'affaires russe. 

## Biographie
Il est le fils d'Evgueny Zaostrovtsev, ancien chef de la direction carélienne du KGB.
Jusqu'en 1993, Iouri Zaostrovtsev a également travaillé au KGB et dans les organisations qui lui ont succédé. De 1998 à 2004, il sert dans le Service fédéral de sécurité (FSB), entre 2000 et 2004, en tant que premier sous-directeur et chef du Département de la sécurité économique. Depuis août 2000, il est membre du conseil d'administration de Sovcomflot. En 2004–2007, il est premier vice-président du conseil d'administration de Vnesheconombank.